# The Grand Budapest Hotel
The Grand Budapest Hotel là một bộ phim hài năm 2014 do Wes Anderson biên kịch và đạo điễn, lấy cảm hứng từ các tác phẩm của Stefan Zweig. Ralph Fiennes trong vai một người quản lý cùng hợp sức với cấp dưới của mình (Tony Revolori) để chứng minh mình vô tội sau khi anh bị quy kết vào tội giết người.

## Giới thiệu
Bộ phim được quay ở Đức và là một sản phẩm hợp tác của Anh và Đức, do các công ty tài chính của Đức và các tổ chức tài trợ cho phim góp vốn. The Grand Budapest Hotel ra mắt trong sự ca ngợi của các nhà phê bình phim nói chung, và nhiều người đã đưa nó vào danh sách top 10 phim của năm. Bộ phim dẫn đầu danh sách đề cử giải BAFTA với 11 đề cử, nhiều hơn bất kỳ bộ phim nào khác, với các giải bao gồm; Phim hay nhất, Đạo diễn xuất sắc nhất cho Anderson và Nam diễn viên xuất sắc nhất cho Fiennes. Nó cũng giành được Giải Quả cầu vàng cho phim ca nhạc hoặc phim hài hay nhất và nhận được thêm ba đề cử giải Quả cầu vàng, bao gồm cả giải đạo diễn xuất sắc cho Anderson. Bộ phim cũng nhận được chín đề cử giải Oscar, bao gồm cả giải Phim hay nhất và Đạo diễn xuất sắc nhất. Bộ phim sau đó đã giành được 4 giải Oscar cho Thiết kế sản xuất xuất sắc nhất, Nhạc phim hay nhất, Thiết kế trang phục và Hóa Trang đẹp nhất.

## Nội dung

### Mở đầu
Ở thời điểm hiện tại, một cô gái trẻ đến ghé thăm đài tưởng niệm của một nhà văn nổi tiếng. Trên tay cô là cuốn hồi ký được viết bởi một nhân vật tự nhận mình là "tác giả". Cô bắt đầu giở sách ra đọc. Bối cảnh diễn ra năm 1985 khi tác giả đang ngồi bên bàn làm việc, ông bắt đầu kể lại câu chuyện về một chuyến đi của mình đến khách sạn Grand Budapest vào năm 1968.
Tọa lạc tại Cộng hòa Zubrowka, một quốc gia giả tưởng ở khu vực Trung Âu, đất nước này trước đây đã bị tàn phá bởi chiến tranh và nghèo đói, vị tác giả trẻ nhận ra rằng đường từ sườn núi đến khách sạn từ xa xưa đã trở nên khó khăn. Nhiều trang thiết bị đã lâu không được sửa chữa, và khách đến khách sạn ngày càng thưa thớt dần. Anh tình cờ gặp gỡ ông chủ già của khách sạn - Zero Moustafa trong một buổi chiều nọ, và họ đã đồng ý gặp nhau vào buổi tối hôm đó. Trong bữa ăn tối tại phòng lớn của khách sạn, Moustafa đã kể cho anh nghe những câu chuyện về cách ông nắm quyền sỡ hữu khách sạn và lý do ông không muốn nó đóng cửa.

### Phần I - Ngài Gustave
Câu chuyện bắt đầu vào năm 1932 khi Zero trẻ mới chân ướt chân ráo đến khách sạn. Cậu vừa mới di cư đến Zubrowka sau khi quê hương cậu bị tàn phá, cả gia đình cậu bị giết trong chiến tranh. Zero giới thiệu 1 cô bạn gái, Agatha, một đầu bếp bánh ngọt chuyên nghiệp và rất tháo vát. Mặc dù Zubrowka đang đứng trước bờ vực của chiến tranh, nhưng có vẻ như điều này chẳng mấy ảnh hưởng đến Ngài Monsieur Gustave, người quản lý của khách sạn Grand Budapest. Lúc đó không ai biết được chủ sở hữu của khách sạn này là ai, các nhân viên khách sạn chỉ biết tiếp nhận thông tin qua một luật sư tên Kovacs. Trong khi Gustave chẳng quan tâm đến các khách hàng giàu có của khách sạn hay quản lý nhân viên của mình, ông lại đi tán tỉnh hàng loạt phụ nữ lớn tuổi đổ xô đến khách sạn chỉ để thưởng thức "dịch vụ đặc biệt" của mình. Một trong những người phụ nữ ấy là Quý bà Céline Villeneuve Desgoffe und Taxis hay "Quý bà D", người đã ở cùng Gustave cả đêm trước khi quay về.

### Phần II - Quý bà C.V.D.u.T
Một tháng sau, Gustave được thông báo rằng Quý bà D đã chết một cách bí ẩn. Dẫn theo Zero, ông đã vội vã tới viếng và nghe đọc di chúc. Kovacs tình cờ chính là người thừa hành di chúc, tiết lộ Quý bà D đã di chúc để lại cho Gustave một bức tranh rất quý giá, bức Boy with Apple (Cậu bé với quả táo). Điều này khiến gia đình Quy bà D phẫn nộ, vì tất cả đều hy vọng sẽ kế thừa nó. Con trai bà ta, Dmitri Desgoffe und Taxis, đã đánh Gustave. Với sự giúp đỡ của Zero, Gustave đánh cắp bức tranh và trở về Grand Budapest để cất giữ bức tranh trong két an toàn khách sạn. Trong suốt cuộc hành trình, Gustave làm một thỏa thuận với Zero: giúp lại ông lần cuối, ông để Zero làm người thừa kế của ông.
Sau đó không lâu, Gustave bị bắt giam vì tội giết (đầu độc) Quý bà D dựa vào lời khai man do bị bức cung của Serge X, quản gia của Quý bà D, rằng đã nhìn thấy Gustave trong nhà bà vào một đêm trước khi bà ta chết. Gustave nói với Zero, ông có chứng cứ ngoại phạm cho đêm đó, nhưng ông không bao giờ có thể viện dẫn ra mình đã trên giường cùng 1 người tình quý tộc trước tòa. Khi đến nhà tù, Gustave thấy mình bị mắc kẹt trong một phòng giam đầy tội phạm nguy hiểm, nhưng nhanh chóng lấy được sự tôn trọng của họ sau khi ông "đá đít" một trong số họ vì dám "thách thức sự nam tính của ông".

### Phần III – Trạm kiểm soát số 19 trại giam hình sự
Zero hỗ trợ Gustave đào tẩu khỏi nhà tù của Zubrowka bằng cách gửi một loạt dụng cụ đục đá giấu bên trong những chiếc bánh do Agatha, hôn thê của Zero làm. Cùng với sự giúp đỡ từ nhóm tù của Ludwig, Gustave đào 1 đường thoát từ phòng giam nhờ các công cụ kia. Nhóm may mắn thoát khỏi vây bắt sau khi một người hy sinh bản thân ở lại giết đội bảo vệ có vũ trang bằng ngón "cắt cổ họng". Ludwig cùng đồng bọn tẩu thoát bằng 1 chiếc xe sau khi chúc Gustave và Zero bình an. Gustave sau đó lập đội với Zero đi chứng minh sự vô tội của mình.

### Phần IV – Hội Chìa Khóa bắt chéo
Gustave và Zero bị J.G. Jopling, một sát thủ máu lạnh làm việc cho Dmitri, kẻ đã cắt rời ngón tay bàn phải của Kovacs và giết chết ông ta khi ông từ chối làm việc cho Dmitri, truy đuổi. Gustave gọi cho Monsieur Ivan, 1 quản lý khách sạn và là thành viên của Hội Chìa khóa bắt chéo, một Hội anh em luôn sẵn sàng giúp đỡ các thành viên khác. Qua sự giúp đỡ từ Ivan, Gustave và Zero chu du đến một tu viện trên đỉnh núi, nơi họ gặp Serge, người duy nhất có thể xóa bỏ những lời buộc tội giết người cho Gustave, nhưng Serge đã bị Jopling theo đuôi và xiết cổ chết trước khi ông có thể tiết lộ một thông tin quan trọng liên quan đến bản di chúc thứ hai của Quý bà D. Zero và Gustave ăn cắp một chiếc xe trượt tuyết và đuổi Jopling khi hắn ta chạy trốn khỏi tu viện trên ván trượt. Trong lúc cắm mặt xuống tuyết ở vách đá vì lật xe trượt, Zero đẩy tên sát thủ chết và cứu được Gustave.

### Phần V - Bản sao thứ hai của Bức Di Chúc thứ 2
Trở về với khách sạn Grand Budapest, khi sắp bùng nổ một cuộc chiến tranh, quân đội đã trưng dụng khách sạn và đang trong quá trình chuyển đổi nó thành một doanh trại. Gustave đau lòng trước cảnh đó và thề sẽ không bao giờ bước chân qua ngưỡng cửa khách sạn lần nào nữa. Agatha tham gia cùng Zero và đồng ý tìm đường đi vào bên trong khách sạn hiện đầy lính, bằng cách đi giao bánh ngọt để lấy lại bức tranh. Thật không may, cùng lúc ấy Dmitri đến khách sạn và phát hiện ra cô. Một cuộc đuổi bắt và đấu súng hỗn loạn xảy ra sau đó. Zero và Agatha chạy trốn cùng bức tranh (đã được giấu đi, nguyên giấy bọc, trong két an toàn của khách sạn). Sự vô tội của Gustave cuối cùng cũng được chứng minh khi khám phá ra bản sao bản di chúc thứ hai của Quý bà D, do Serge đã kịp sao ra trước khi nó bị tiêu hủy và giấu ở phía sau bức tranh. Bản di chúc này chỉ có hiệu lực nếu Quý bà D bị sát hại. Danh tính kẻ giết bà ta và làm thế nào Gustave được chứng minh vô tội vẫn còn mơ hồ (mặc dù trước đó trong bộ phim có xuất hiện chi tiết một cái lọ đáng ngờ có nhãn "chất độc" được nhìn thấy trên bàn của Jopling). Di chúc cũng tiết lộ rằng Quý bà D là chủ sở hữu của Grand Budapest. Bà ta để lại phần lớn tài sản của mình, khách sạn, và cả bức tranh cho Gustave, khiến ông trở nên giàu có. Ông trở thành khách quen của khách sạn và bổ nhiệm Zero làm quản lý khách sạn mới. Zero và Agatha kết hôn trong khi Dmitri biến mất.

### Hồi kết
Sau chiến tranh, đất nước được sáp nhập. Trong một chuyến tàu qua biên giới, binh lính kiểm tra giấy tờ của Gustave và Zero. Zero kể lại việc Gustave đã cố bảo vệ Zero (khi những tên lính cố bắt anh vì tình trạng nhập cư không rõ ràng của mình), giống như ông từng làm trên chuyến xe lửa đầu tiên họ đi vào đầu phim, ông bị lôi ra ngoài rồi bị bắn chết. Agatha không vượt qua nổi "đại dịch Cúm" và chết sau đó hai năm, cùng đứa con trai nhỏ của Zero. Zero được thừa hưởng gia tài Gustave để lại. Anh thề sẽ duy trì sự nghiệp của ông tại khách sạn Grand Budapest, nhưng sau này Cách mạng cộng sản ở Zubrowka cùng sự tàn phá của thời gian dần dần bắt đầu gây tổn hại tới cả khách sạn và chủ nhân của nó là Zero buộc ông phải "đóng góp" toàn bộ sản nghiệp của mình cho chính phủ nhằm giữ khách sạn khỏi bị phá sản.
Trở lại năm 1968, cảm giác khá mỉa mai khi bức tranh Zero và Gustave phải chiến đấu gần chết để giành lấy bây giờ treo trên bức tường sau quầy lễ tân, bị lãng quên và nghiêng ngả. Trước khi về phòng, ông Moustafa đưa cho Tác giả một chiếc chìa khóa để "tưởng nhớ ngài M. Gustave" và chỉnh bức tranh lại ngay ngắn. Moustafa thú nhận với Tác giả rằng lý do thực sự mà ông không thể đóng cửa khách sạn không phải vì lòng trung thành với Gustave, hay vì đó là một di vật từ "thế giới của ông", mà là vì nó là mối liên kết cuối cùng với Agatha yêu quý cùng những năm tháng đẹp nhất cuộc đời ông. Ông cũng giả định rằng thế giới của Gustave đã biến mất từ lâu trước cả khi ông tồn tại trong đó, nhưng ông vẫn duy trì ảo ảnh đó khá tốt. Vị Tác giả trẻ sau này khởi hành đến Nam Mỹ và không bao giờ quay trở lại khách sạn nữa.
Năm 1985, Tác giả ở bên cạnh đứa cháu trai và hoàn thành cuốn hồi ký của mình.
Trở về với hiện tại, cô gái vẫn tiếp tục đọc cuốn sách trước bức tượng Tác giả, dấu hiệu cho thấy rằng câu chuyện của Zero và Gustave cùng với khách sạn Grand Budapest sẽ còn sống mãi.

## Diễn viên
- Ralph Fiennes vai Quý ông Gustave H. - Quản lý của khách sạn Grand Budapest (1932)[26][27]
- Tony Revolori vai Zero Moustafa hồi trẻ (1932) - Nhân viên tiền sảnh của khách sạn và bạn đồng hành cùng Gustave[27]
- Adrien Brody vai Dmitri Desgoffe und Taxis - người kế thừa gia tài của dòng họ Desgoffe und Taxis[27][28][29]
- Willem Dafoe vai J.G. Jopling - tay sát thủ phụ tá cho Dmitri[27][28]
- Jeff Goldblum vai Luật sư Vilmos Kovacs - luật sư của dòng họ Desgoffe und Taxis, người thi hành di chúc Quý bà D.[27][28]
- Saoirse Ronan vai Agatha - bạn gái của Zero[27][30]
- Edward Norton vai Thanh tra Henckels - Thanh tra của sở cảnh sát Zubrowka[27][28]
- F. Murray Abraham vai Zero Moustafa lúc về già (1968) - Ông chủ khách sạn Grand Budapest[27][28]
- Mathieu Amalric vai Serge X. - quản gia của dòng họ Desgoffe und Taxi[27]
- Jude Law vai Nhà văn lúc trẻ (1968) - người đi tìm nguồn cảm hứng mới ở khách sạn Grand Budapest[27][28]
- Harvey Keitel vai Ludwig - bạn tù của Gustave trong Nhà tù "Trạm kiểm soát 19"[27][28]
- Bill Murray vai Quý ông Ivan - Thành viên hội "Chìa khóa bắt chéo"[27][28]
- Léa Seydoux vai Clotilde - Nữ giúp việc của dòng họ Desgoffe und Taxi [27][31]
- Jason Schwartzman vai Quý ông Jean - Quản lý hiện thời của khách sạn Grand Budapest (1968)[27][28]
- Tilda Swinton vai Quý bà Céline Villeneuve Desgoffe und Taxis (Quý bà D.)[27][28][29]
- Tom Wilkinson vai Nhà văn lúc già (1985) - người dẫn truyện mở đầu[27][32]
- Owen Wilson vai Quý ông Chuck - quản lý của khách sạn Grand Budapest (thời chiến)[27][28]
- Bob Balaban vai M. Martin - Thành viên hội "Chìa khóa bắt chéo"[32]
- it [Giselda Volodi] vai Chị của Serge

## Sản xuất

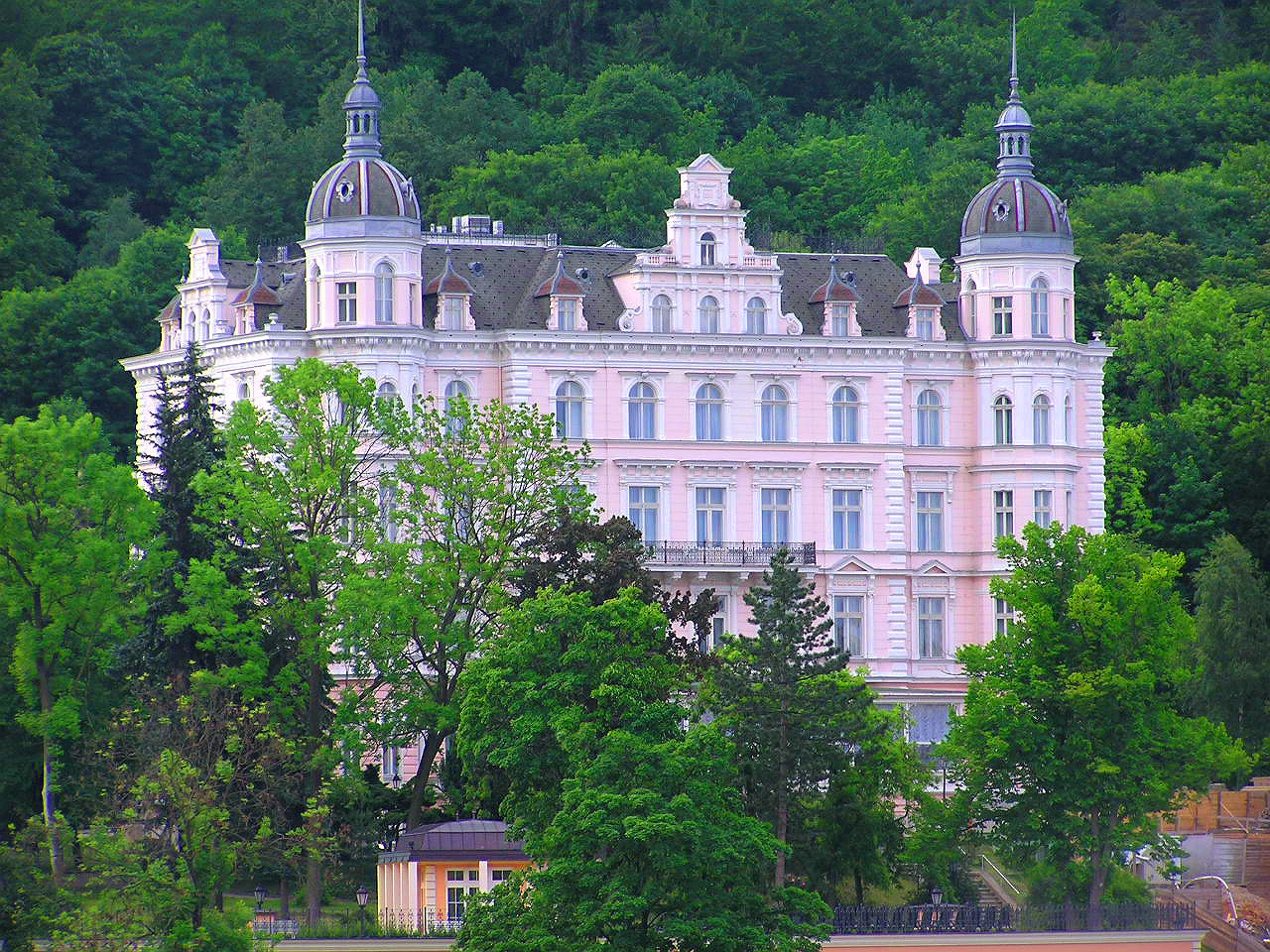
Khách sạn cung đình Bristol ở Karlovy Vary (Carlsbad)

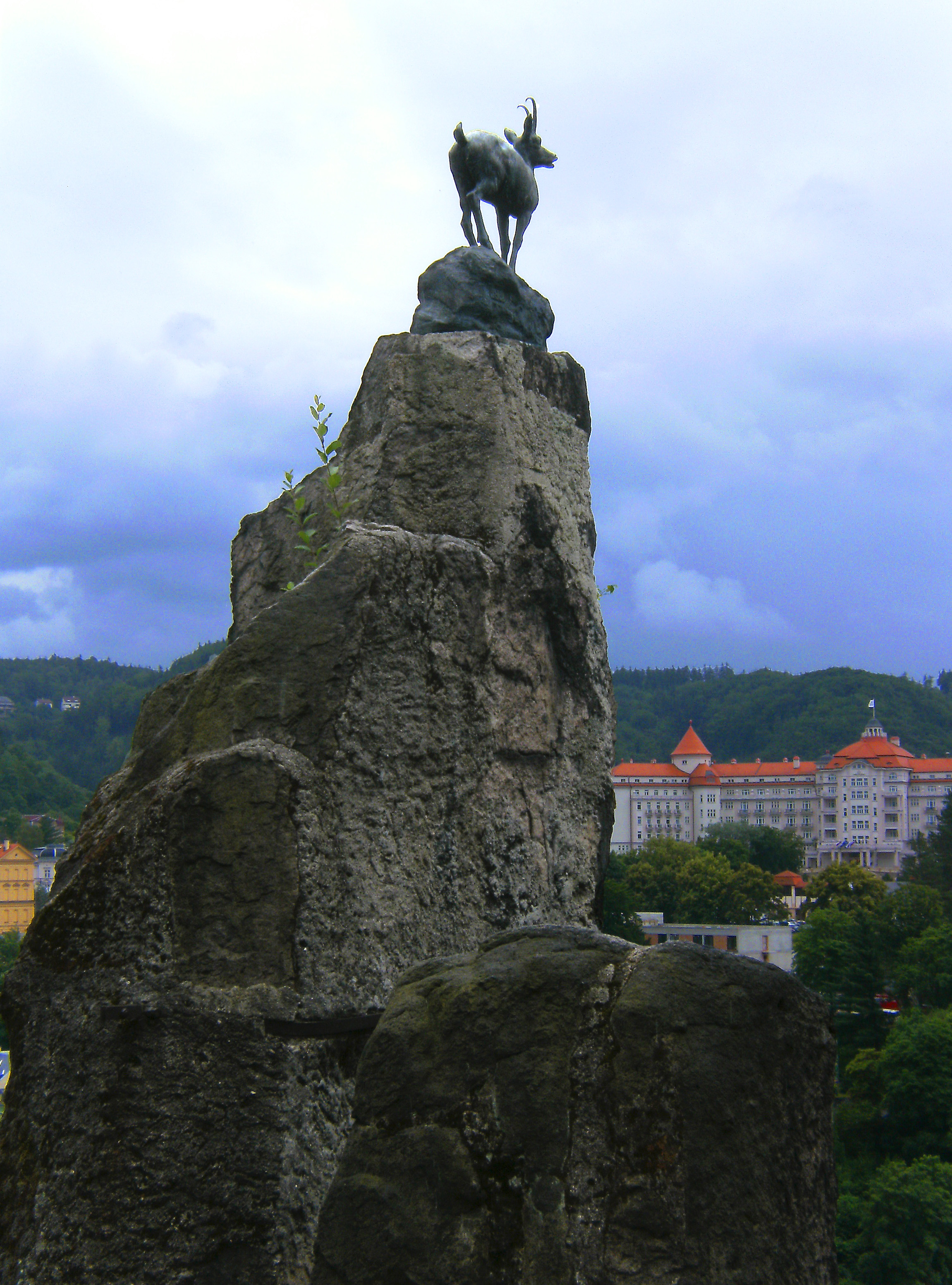
Bức tượng Jelení skok (sơn dương) gần Karlovy Vary (Carlsbad), phía sau là khách sạn Imperial

Khách sạn Grand Budapest là một sản phẩm hợp tác Mỹ - Đức - Anh bởi hãng phim Mỹ dày dạn của Wes Anderson, công ty Indian Paintbrush (Mỹ), hãng Neunzehnte Babelsberg Film GmbH (Đức) và Grand Budapest Limited (Anh). Bộ phim được Quỹ phim Liên bang Đức (DFFF), Mitteldeutsche Medienförderung, Medienboard Berlin-Brandenburg hay là Medien- und Filmgesellschaft Baden-Württemberg tài trợ.
Câu chuyện của Anderson và Guinness được lấy cảm hứng từ một số tác phẩm của nhà văn người Áo Stefan Zweig, đặc biệt là tiểu thuyết ngắn Twenty-Four Hours in the Life of a Woman (24 giờ trong cuộc đời 1 phụ nữ) (1927), tiểu thuyết Beware of Pity (Hãy cẩn thận với Pity) (1939) và cuốn tự truyện của ông The World of Yesterday (Thế giới hôm qua) (1934–42). Wes Anderson đã đề nghị biên tập Barney Pilling xem bộ phim The Shop Around the Corner của Ernst Lubitsch và những bộ phim của Jacques Tati để tham khảo.
Phim được quay hoàn toàn tại Đức, chủ yếu ở Görlitz, các khu vực khác ở Saxony cũng như tại hãng phim Studio Babelsberg. Phần quay phim chính bắt đầu vào tháng 1 năm 2013 tại địa điểm Berlin và Görlitz. Những địa điểm quay chính là Bách hóa Görlitz không còn hoạt động, 1 tiệm bách hóa Jugendstil với hội trường lớn, một trong số ít các cửa hàng bách hóa ở Đức tồn tại vào thế chiến II. Nó được dùng làm khu vực sảnh giữa của khách sạn. Biệt thự của nhân vật góa phụ được quay một phần trong lâu đài Schloss ở Waldenberg. Việc quay phim kết thúc vào tháng 3 năm 2013.
Anderson quay phim với ba tỉ lệ, 1.37, 1.85, và 2.35:1, mỗi tỉ lệ theo từng dòng thời gian riêng.
Với cảnh quay khách sạn ở mức rộng, Anderson sử dụng một mô hình thủ công thu nhỏ cao 3 mét (10 ft). Ông cảm thấy khán giả sẽ biết ngay cảnh quay là giả nếu dùng hiệu ứng máy tính tạo ra hay nói cách khác, "Cái chuẩn làm giả cụ thể mà tôi muốn sử dụng là một thứ kiểu cũ". Trước đây ông đã từng sử dụng mô hình thu nhỏ trong phim The Life Aquatic with Steve Zissou thậm chí còn dùng nhiều hơn trong Fantastic Mr. Fox. Trong khi thiết kế khách sạn, Anderson và nhà thiết kế sản xuất Adam Stockhausen phải nghiên cứu và xem xét bao quát từ hình ảnh các khách sạn, địa điểm nghỉ mát châu Âu thời xưa tại Thư viện Quốc hội đến những địa danh hiện tại như nơi mang màu sắc hường phấn Khách sạn Cung điện Bristol hay xuất hiện trên quảng cáo phim, khách sạn Grandhotel Pupp ở Karlovy Vary (Carlsbad), Cộng hòa Séc và khách sạn Grandhotel Gellért ở Budapest, Hungary. Quy mô những mô hình sử dụng đều khác nhau: mô hình khách sạn dài 4 mét (14 ft) và sâu 2 mét (7 ft), đồi cây mà khách sạn nằm trên đó cũng có tỷ lệ khác, cuối cùng là tuyến đường sắt nằm trên vách núi phía trước được xây dựng theo 3 tỷ lệ để nắm bắt được góc quay tốt nhất.
Bức tranh xuất hiện trong phim, Boy with Apple (Cậu bé với quả táo) - 1 kiệt tác của Họa sĩ thời Phục Hưng Johannes Van Hoytl vẽ hồi trẻ, thật ra là một chi tiết hư cấu do Anderson đưa vào. Họa sĩ tên Michael Taylor mất bốn tháng để vẽ bức tranh chuẩn bị cho bộ phim. Tương tự vậy với Herr Mendl's courtesan au chocolat, loại bánh được ưa chuộng trong phim, được tạo ra bởi một thợ làm bánh địa phương ở Görlitz. Ý tưởng về loại bánh này nảy ra dựa vào bánh tương tự kiểu Pháp Religieuse. Anderson phải làm việc cùng những người thợ làm bánh để hoàn thiện vẻ ngoài cho bánh. Tờ báo giả trong phim không chỉ có mỗi đoạn tiêu đề chính mà còn sử dụng một số đoạn trích từ ba bài viết trên Wikipedia.
Các hiệu ứng hình ảnh trong phim do 1 Công ty VFX của Đức, hãng phim Luxx thực hiện.

### Âm nhạc
Nhạc phim được sáng tác bởi Alexandre Desplat, người đã từng làm việc với Anderson ở phim Fantastic Mr. Fox và Moonrise Kingdom trước đó. Anderson và giám sát âm nhạc Randall Poster cũng đã từng làm việc cùng nhau trong phim Moonrise Kingdom (Vương quốc trăng lên). Các bản nhạc gốc đều do Desplat sáng tác, một phần được Öse Schuppel, Siegfried Behrend, và Vitaly Gnutov cùng sáng tác dựa theo những bài hát dân gian Nga do Dàn nhạc dân gian Nga bang Osipov thể hiện .
Wes Anderson và Randall Poster đã chọn một nhạc cụ ba dây của Nga gọi là Balalaika để tạo ra nền nhạc chính cho phim, thậm chí tập hợp hai dàn nhạc tổng cộng 35 nhạc sĩ Balalaika cho việc thu âm nhạc phim bao gồm fr đến từ Pháp và ru từ Mát-xcơ-va. Việc sử dụng balalaika của Desplat bắt đầu với "Moustafa" và sau lại tiếp tục sử dụng nữa. Ngoài ra nhạc phim này còn sử dụng tới kèn sừng (Alphorn), còi huýt, đàn organ, dàn hợp xướng nam, chuông và đàn cimbalom.
32 bài nhạc, với dàn giao hưởng, đàn phím và những chiếc đàn balalaika đã tạo ra nền nhạc đậm chất cổ điển hiện đại mà vẫn du dương như âm nhạc miền Trung Âu. Balalaika được sử dụng trong "Đoạn nhạc dạo: M. Gustave H" và đàn đại dương cầm trong bản "Last Will and Testament" (Di ngôn cuối và Di chúc). Âm thanh từ hộp nhạc làm điểm nhấn cho "Up the Stairs / Down the Hall", và tạo tiếng piano ghê rợn trong "Mr. Moustafa". Đàn Harpsichord và nhạc cụ bộ dây tạo nên phần nhạc baroque, "Bản hợp tấu cho đàn Lute và đàn dây loại I tầm trung". Bài mở đầu theo lối yodel Appenzell "s'Rothe-Zäuerli" của Ruedi và Werner Roth được trích từ album Appenzeller Zäuerli của nhóm nhạc dân ca Thụy Sĩ Öse Schuppel.
Tất cả các ca khúc được viết bởi Alexandre Desplat, trừ những bài được ghi chú.
| STT              | Nhan đề                                                                                          | Thời lượng |
| ---------------- | ------------------------------------------------------------------------------------------------ | ---------- |
| 1.               | "s'Rothe-Zäuerli" (Öse Schuppel)                                                                 | 1:12       |
| 2.               | "Đỉnh Sudetenwaltz"                                                                              | 0:36       |
| 3.               | "Mr. Moustafa - Ngài Moustafa"                                                                   | 3:03       |
| 4.               | "Đoạn dạo: M. Gustave H"                                                                         | 0:30       |
| 5.               | "A Prayer for Madame D - Cầu nguyện cho Quý bà D"                                                | 1:20       |
| 6.               | "The New Lobby Boy - Cậu nhân viên tiền sảnh mới"                                                | 2:17       |
| 7.               | "Bản hợp tấu cho đàn Lute và đàn dây tầm trung I" (Siefried Behrend và Dàn nhạc thính phòng DZO) | 2:52       |
| 8.               | "Daylight Express to Lutz - Ngày đêm tốc hành tới Lutz"                                          | 2:16       |
| 9.               | "Dạo đầu Schloss Lutz"                                                                           | 0:32       |
| 10.              | "The Family Desgoffe Und Taxis - Gia tộc Desgoffe Und Taxis"                                     | 1:49       |
| 11.              | "Last Will and Testament - Di ngôn cuối và Di chúc"                                              | 2:16       |
| 12.              | "Up the Stairs/Down the Hall - Lên lầu/Xuống sảnh"                                               | 0:27       |
| 13.              | "Night Train to Nebelsbad - Chuyến tàu đêm đến Nebelsbad"                                        | 1:44       |
| 14.              | "The Lutz Police Militia - Cảnh vệ ở Lutz"                                                       | 0:49       |
| 15.              | "Check Point 19 Criminal Internment Camp Overture - Trạm kiểm soát số 19 trại giam hình sự"      | 0:11       |
| 16.              | "The Linden Tree - Cây bồ đề" (Dàn nhạc dân gian Nga bang Osipov và Vitaly Gnutov)               | 2:24       |
| 17.              | "J.G. Jopling, Private Inquiry Agent - J.G. Jopling, kẻ âm thầm điều tra"                        | 1:28       |
| 18.              | "A Dash of Salt - Một chút muối (Ludwig's Theme)"                                                | 1:32       |
| 19.              | "The Cold-Blooded Murder of Deputy Vilmos Kovacs - Sát thủ máu lạnh của luật sư Vilmos Kovacs"   | 2:47       |
| 20.              | "Escape Concerto - Bản hợp tấu Đào tẩu"                                                          | 2:12       |
| 21.              | "The War - Chiến tranh (Zero's Theme)"                                                           | 1:01       |
| 22.              | "No Safe-House - Ngôi nhà không an toàn"                                                         | 1:32       |
| 23.              | "The Society of the Crossed Keys - Hội Chìa khóa bắt chéo"                                       | 2:21       |
| 24.              | "M. Ivan - Ngài Ivan"                                                                            | 1:15       |
| 25.              | "Lot 117 - Lô 117"                                                                               | 0:30       |
| 26.              | "Third Class Carriage - Toa hạng 3"                                                              | 1:20       |
| 27.              | "Canto at Gabelmeister's Peak - Đoạn ca ở đỉnh Gabelmeister"                                     | 5:35       |
| 28.              | "A Troops Barracks - Một trại binh (Khúc cầu hồn cho Grand Budapest)"                            | 5:18       |
| 29.              | "Cleared of All Charges - Xóa đi mọi gánh nặng"                                                  | 1:10       |
| 30.              | "The Mystical Union - Liên minh huyền bí"                                                        | 1:26       |
| 31.              | "Kamarinskaya" (Dàn nhạc dân gian Nga bang Osipov và Vitaly Gnutov)                              | 2:43       |
| 32.              | "Cải biên từ bản truyền thống: "Ánh trăng""                                                      | 3:21       |
| Tổng thời lượng: | Tổng thời lượng:                                                                                 | 59:50      |

## Đón nhận

### Phát hành
Theo thông báo ngày 16 tháng 10 năm 2013, bộ phim được phát hành vào ngày 7 tháng 3 năm 2014. Tháng 11 năm 2013, bộ phim được công bố là phim mở đầu cho Liên hoan phim quốc tế Berlin lần thứ 64 vào tháng 2 năm 2014. Tại Berlin, bộ phim đã giành được Giải thưởng lớn của Ban Giám khảo (Liên hoan phim Berlin), giải Gấu bạc.
Khách sạn Grand Budapest được phát hành định dạng DVD và Blu-ray vào 17 tháng 6 năm 2014 tại Mỹ và 7 tháng 7 năm 2014 tại Anh

### Phê bình phim
Khách sạn Grand Budapest được khen ngợi rộng rãi, đặc biệt là về phong cách thể hiện của phim, kịch bản và sự chỉ đạo của đạo diễn Anderson cùng diễn xuất của diễn viên chính Fiennes. Trang chuyên đánh giá phim Rotten Tomatoes tặng cho bộ phim 92% đánh giá "certified fresh" (chứng nhận tươi), với số điểm trung bình là 8.4 / 10, dựa trên đánh giá từ 257 nhà phê bình. Đa số phát biểu đồng tình rằng: "Phong cách thông thường nhưng dễ gây lầm tưởng, Khách sạn Grand Budapest một lần nữa lại cho thấy phong cách của Wes Anderson, sử dụng thế giới quan bóng bẩy để hiện lên những ý niệm tình cảm sâu sắc." Trang Metacritic cho phim số điểm là 88/100 dựa trên nhận xét từ 48 nhà phê bình, theo đó "chủ yếu là khen ngợi". Nhiều bảng xếp hạng xếp phim vào một trong những bộ phim hay nhất của năm 2014.

### Phòng vé
Phiên bản chiếu rạp của Khách sạn Grand Budapest thu về 59.100.318 $ riêng khu vực Bắc Mỹ, 115.500.000 $ trong những vùng lãnh thổ khác và tổng doanh số trên toàn thế giới là 174.600.318 $ so với ngân sách $ 26.700.000 ban đầu.
Bộ phim này là bộ phim chuyển thể thành công nhất của đạo diễn Wes Anderson ở Vương quốc Anh, đứng số một tại các phòng vé với tổng thu trong tuần thứ ba là 6,31 triệu bảng. Đây cũng là bộ phim đứng nhất đầu tiên của ông ở Anh.
Tại Bắc Mỹ, bộ phim mở cửa bốn rạp chiếu phim và đứng hạng thứ 17 phim ăn khách trong tuần đầu công chiếu, với 811,166 $. Tuần thứ hai, bộ phim leo lên vị trí số tám, thu thêm 3.638.041 $. Trong tuần thứ ba, phim tăng hạng lên vị trí thứ bảy, đạt doanh thu 6.787.955 $ và tuần thứ tư, đứng thứ sáu cùng doanh thu 8.539.795 $.